# Tour TV Riga
La Tour TV et Radio de Riga (Rīgas radio un televīzijas tornis) à Riga, Lettonie, est la plus grande structure des pays baltes. Elle a été construite entre 1979 et 1986. La tour commença à émettre en 1986. Son plus haut point atteint les 368 m, ce qui en fait la troisième plus grande tour d'Europe et la onzième dans le monde. 

## Construction
Le projet d'architecte est développé par l'Institut des projets de communication d’État d'URSS. Le constructeur est le Trust de la construction industrielle de Riga (Rīgas Rūpniecības celtniecības trests).

## Description
La tour est construite sur une île appelée Zaķusala au milieu de la rivière Daugava, et la base de la tour est située à une altitude de 7 m (au-dessus du niveau de la mer). Ses fondations se trouvent à 24 m-27 m de profondeur, ancrées dans la couche de dolomite. La tour est supposée être capable de tenir des vents extrêmes, à des vitesses allant à 44 m/s (160 km/h), sans pour autant remarquer la moindre variation d'amplitude.
Il y a deux ascenseurs, un dans le pilier nord-est et un dans le pilier sud-est, qui montent à la vitesse de 2,5 m/s. Le troisième pilier possède des escaliers.
La tour est ouverte aux visites touristiques. Il y a une plateforme d'observation à 97 m depuis laquelle la majeure partie de la ville peut être vue (et par beau temps le Golfe de Riga ainsi que les villes aux alentours),.
L'édifice se trouve à l'adresse Zaķusalas krastmala 1, Rīga, LV-1050 a proximité de la Tour de la télévision lettone.
Considérée comme un endroit stratégique, la tour a fait objet de surveillance accrue en hiver 1991, lors des événements de janvier aux Pays baltes. Sous la direction du commandant du 19e bataillon de Zemessardze (lv) du rajons de Riga, Roberts Millers, fut menée la construction des barricades au pied du bâtiment, avec derrière une foule de défenseurs de liberté lettonne, mais les affrontements ont eu lieu ailleurs dans la capitale.